# Amad Diallo
Amad Diallo (født 11. juli 2002), ofte kendt som bare Amad, er en ivoriansk professionel fodboldspiller, som spiller for Premier League-klubben Manchester United og Elfenbenskystens landshold.

## Klubkarriere

### Atalanta
Amad skiftede til Atalantas ungdomsakademi i 2015. Han gjorde sin debut for førsteholdet i en kamp mod Udinese den 27. oktober 2019, og scorede sit debutmål bare 7 minutter efter han kom på banen.

### Manchester United
Manchester United blev i oktober 2020 enig med Atalanta om en aftale for Amad, og han skiftede officielt i januar 2021 til den engelske klub. Han gjorde sin debut for United den 18. februar 2021 i en kamp imod Real Sociedad. Han scorede sit første mål for klubben den 11. marts i en kamp imod AC Milan.

#### Lejeaftaler
Amad blev i januar 2022 udlånt til skotske Rangers i den sidste halvdel af 2021-22 sæsonen.
Han blev igen udlejet i 2022-23 sæsonen, da han i august 2022 skiftede til Sunderland på en lejeaftale. Han havde en god sæson med klubben, og blev ved sæsonens udgang kåret som årets unge spiller i klubben.

#### Gennembrud
Amads chance hos United kom i den anden halvdel af 2023-24 sæsonen, hvor han begyndte at spille hos klubben. Den 17. marts 2024 scorede han det vindene mål i overtiden af forlænget spilletid imod ærkerivalerne Liverpool, og sikrede hermed United kvalificerede sig til FA Cup-finalen.
Hans store gennembrud kom dog især efter at træner Erik ten Hag var blevet fyret og erstattet af Rúben Amorim. Den 15. november 2024 scorede Amad det vindene mål i overtiden i en 2-1 sejr i Manchester derby imod Manchester City. Han scorede den 16. januar 2025 et hattrick i 3-1 sejr over Southampton.

## Landsholdskarriere

### Olympiske landshold
Amad var del af Elfenbenskystens trup til Sommer-OL 2020.

### Seniorlandshold
Amad gjorde sin debut for Elfenbenskystens landshold den 26. marts 2021.

## Privat
Amad blev født i Abidjan, og flyttede til Italien i 2015. I 2020 blev han fanget i en undersøgelse af menneskesmugling indenfor fodbold i Italien, og her vidste det sig, at han havde falsificeret dokumenter, for at forfalske en relation en mand ved navn Hamed Mamadou Traorè, så han dermed kunne komme til Italien gennem familiesammenføring. I februar 2021 blev han givet en bøde på 48.000 euro for sin involvering.
Amad blev i december 2020 italiensk statsborger.

## Titler
Rangers
- Scottish Cup: 1 (2021–22)

Individuelle
- Sunderland Årets unge spiller: 1 (2022-23)